# Кобылка темнокрылая
Кобылка темнокрылая (лат. Stauroderus scalaris) — вид прямокрылых из семейства настоящих саранчовых. Встречается в местностях с разреженной растительностью или вблизи лесов с более густой растительностью.
Личинки шпанки черноголовой могут развиваться в кубышках кобылок темнокрылых.